# Tom Pedersen
Tom Pedersen ist ein ehemaliger norwegischer Radrennfahrer und nationaler Meister im Radsport.

## Sportliche Laufbahn
1980 bestritt er mit der Österreich-Rundfahrt sein erstes größeres Etappenrennen, er wurde 49. der Gesamtwertung.
Pedersen wurde 1982 mit Morten Sæther, Ole Kristian Silseth und Stein Bråthen nationaler Meister im Mannschaftszeitfahren. 1983 gewann er den Titel mit Morten Sæther, Jon Rangfred Hansen und Dag Otto Lauritzen. 1983 siegte er im Eintagesrennen Tyrifjorden Rundt. Im Mannschaftszeitfahren der UCI-Straßen-Weltmeisterschaften 1983 holte Pedersen gemeinsam mit Dag Hopen, Terje Gjengaar und Hans Petter Ødegaard die Bronzemedaille.